# Zoatzingo
Zoatzingo är en ort i Mexiko.   Den ligger i kommunen Altotonga och delstaten Veracruz, i den sydöstra delen av landet, 200 km öster om huvudstaden Mexico City. Zoatzingo ligger 2 116 meter över havet och antalet invånare är 536.
Terrängen runt Zoatzingo är varierad. Runt Zoatzingo är det ganska tätbefolkat, med 108 invånare per kvadratkilometer. Närmaste större samhälle är Teziutlan, 15,3 km nordväst om Zoatzingo. I omgivningarna runt Zoatzingo växer i huvudsak blandskog.